# Liste des seigneurs de la guerre chinois (1916-1937)

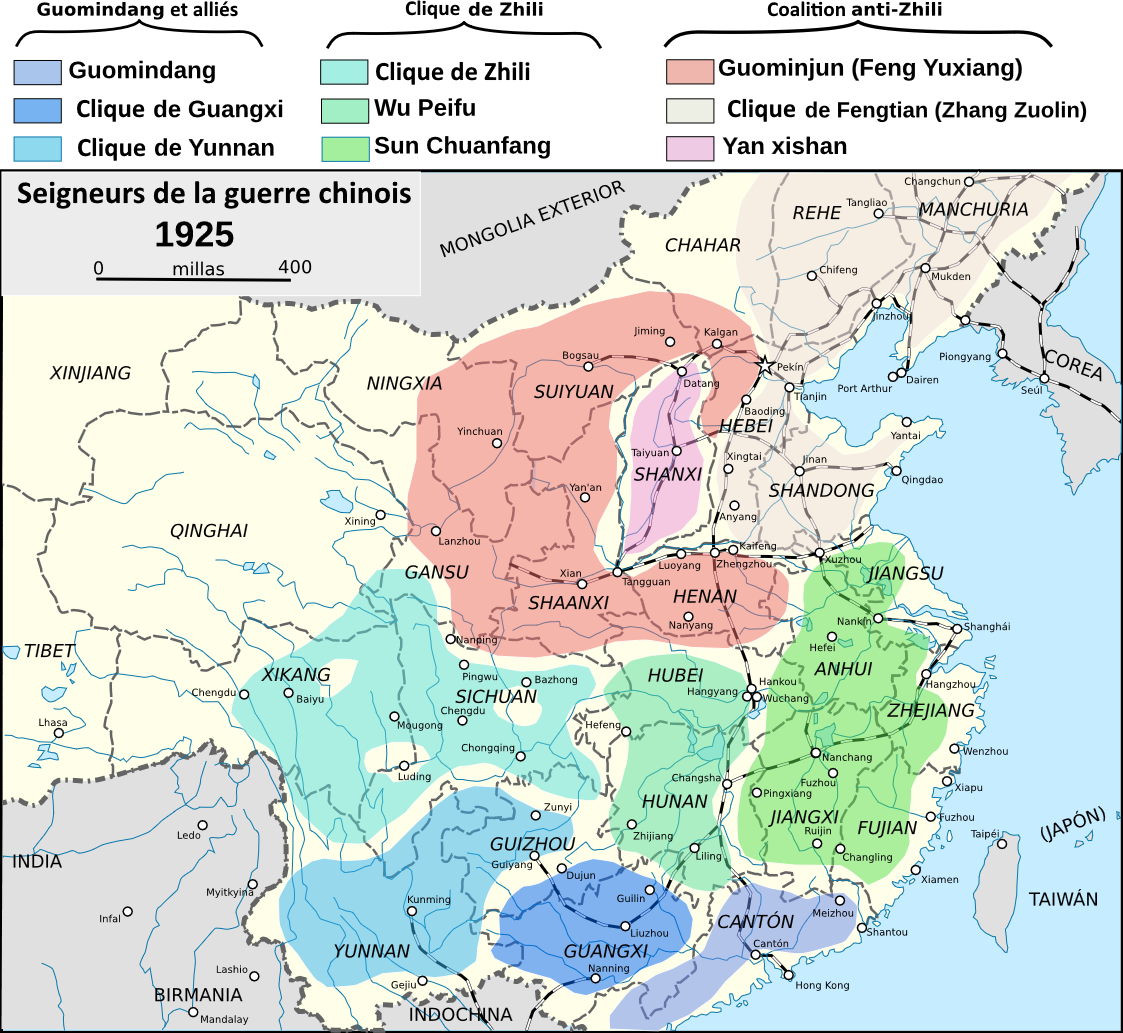
Carte des principales factions chinoises en 1925.

La période des seigneurs de la guerre chinois est une expression qui désigne la période de guerre civile de l'histoire de la Chine allant de 1916 à 1937. Au cours de cette période, la Chine s'est morcelée en de nombreuses factions et cliques militaires. Cela s'est amorcé au début de 1916 avec la mort de Yuan Shikai et s'est fini avec la fin de l'expédition du Nord et la réunification chinoise de 1928. Mais après cette date, il subsistait en Chine de puissants gouverneurs militaires locaux indépendants jusqu'à l'invasion japonaise de 1937 et la constitution du second front uni. Il faudra attendre la fin de la guerre civile chinoise en 1949 et la victoire de Mao Zedong pour que la Chine n'ait plus de seigneurs de la guerre. 
Traditionnellement, les seigneurs de la guerre et les cliques militaires sont généralement regroupés entre les factions situées au Nord et celles du Sud. Au sein de chaque clique, un tableau des principaux chefs de guerre est indiqué.

## Les factions septentrionales
Les cliques du Nord ont été créées à partir de la république de Beiyang. La plupart d'entre eux étaient des généraux loyaux de Yuan Shikai. Après la mort de ce dernier, ils se sont séparés et ont formé des cliques dans leur propre sphère d'influence.

### Laclique de l'Anhui
- Anhui est le nom d'une province du sud-est de la Chine.
- La clique d'Anhui a été nommée ainsi car nombre de ses généraux les plus influents étaient originaires de la province d'Anhui, comme son fondateur Duan Qirui.
- Elle revendique représenter l'héritage des idées politiques de Li Hongzhang, un influent Chinois natif de cette province et qui réforma l'Armée de Beiyang.
- La clique a lentement perdu son pouvoir après la guerre Zhili-Anhui de 1920. Elle échoua également à contrôler Shanghai lors des guerres Jiangsu-Zhejiang de 1925. Sa politique de médiatrice neutre entre les autres cliques lui permit de dominer depuis 1924 le gouvernement de Beiyang jusqu'à la guerre Anti-Fengtian de 1926.

| Noms          | Photos | Dates     | Notes |
| ------------- | ------ | --------- | --- |
| Duan Qirui    |        | 1916–1926 | - Fondateur dès 1913, puis seigneur de la guerre de 1916 à 1918 ; puis Président : 1924-26 - A négocié les prêts Nishihara avec le Japon en échange de la concession du Shandong, déclenchant ainsi le Mouvement du 4-Mai |
| Xu Shuzheng   |        | 1916–1920 | - bras-droit de Duan Qirui - A lancé une expédition pour reconquérir la Mongolie et parvint à en prendre temporairement le contrôle                                                                                       |
| Duan Zhigui   |        | 1917-1919 | - Ministre de la guerre |
| Jin Yunpeng   |        | 1919-1921 | - Seigneur de la guerre |
| Wang Yitang   |        | 1918-1920 | - Président de la Chambre des députés |
| Lu Yongxiang  |        | 1919-1924 | - Seigneur de Zhejiang puis de Shanghai, il refusa de perdre le contrôle de Shanghai, déclenchant ainsi les guerres Jiangsu-Zhejiang et qui déboucha sur la seconde guerre Zhili-Fengtian                                 |
| Zhang Jingyao |        | 1917–1920 | - Gouverneur du Hunan, célèbre pour son exceptionnelle brutalité. - Assassiné en 1933 après avoir aidé les Japonais à placer sur le trône Puyi en tant qu'empereur du Mandchoukouo                                        |

### Laclique du Zhili
- Zhili est une province des environs de Pékin, qui aujourd'hui est incluse dans la province de Hebei.
- La clique du Zhili a été formée par des officiers mécontents de la politique menée par la clique de l'Anhui et qui, sous la houlette de Feng Guozhang, ont alors créé leur propre faction.
- La clique est sortie vainqueur de la guerre Zhili-Anhui de 1920 puis de la première guerre Zhili-Fengtian de 1922. Mais elle n'a pu résister au cours de la seconde guerre Zhili-Fengtian. Par la suite, après les guerres Jiangsu-Zhejiang de 1924-1925, elle s'est scindée en deux groupes et ne put réaffirmer sa puissance malgré sa victoire lors de la guerre Anti-Fengtian de 1926.
- Elle a été éliminée complètement après l'Expédition dans le Nord.

| Noms          | Photos | Dates     | Notes |
| ------------- | ------ | --------- | --- |
| Feng Guozhang |        | 1916-1919 | - Président de la province 1917-1918 - Décédé en 1919 et remplacé par Cao Kun |
| Cao Kun       |        | 1919-1924 | - Président de la province de 1919 à 1924 - Arrêté et emprisonné pendant le Coup de Pékin par Feng Yuxiang |
| Wu Peifu      |        | 1919-1927 | - Commandant militaire et brillant stratège de la clique - ses nombreuses victoires ont convaincu le Zhili à chercher à s'étendre et conquérir les factions voisines. Mais finalement a été vaincu lors de la seconde guerre Zhili-Fengtian |
| Sun Chuanfang |        | 1919-1927 | - Contrôlait la plus grande partie du Yangzi Jiang inférieur après les guerres Jiangsu-Zhejiang Battu durant l'Expédition du Nord |

### Laclique du Fengtian
- Fengtian est l'ancien nom de la province du Liaoning.
- Elle a été le centre politique de la Mandchourie.
- La clique de Fengtian contrôlait la plus grande partie de la Mandchourie jusqu'à Shanhaiguan et a dû lutter pour contrecarrer les ambitions japonaises sur cette province.
- Elle participa à la guerre Zhili-Anhui en 1920. Vainqueur, elle dirigea avec le Zhili le gouvernement de Beiyang. Mais elle fut ensuite écrasée au cours de la première guerre Zhili-Fengtian de 1922 et perdit son influence à Pékin
- Elle a conquis Pékin après la seconde guerre Zhili-Fengtian de 1924, triompha de la guerre Anti-Fengtian en 1926 mais elle n'était pas assez puissante pour arrêter le Kuomintang au cours de l'Expédition du Nord de 1928.
- Largement affaiblie par le conflit sino-soviétique de 1929, elle fut chassée de la Mandchourie par les Japonais, après l'incident de Mukden et s'est soumise alors au Kuomintang.

| Noms            | Photos | Dates     | Notes |
| --------------- | ------ | --------- | --- |
| Zhang Zuolin    |        | 1916–1928 | - Commandant de l'armée de Mandchourie, puis seigneur de la guerre de la province - Assassiné au cours de l'incident de Huanggutun par un officier japonais pour n'avoir pas réussi à stopper l'expansion du Kuomintang   |
| Zhang Xueliang  |        | 1928–1937 | - Fils et successeur de Zhang Zuolin - Surnommé le jeune maréchal, ce fut un redoutable et brillant stratège - Il s'est réconcilié avec le Kuomintang et en devint un allié - S'est compromis durant les accords de Xi'an |
| Guo Songling    |        | 1920–1925 | - Général dans l'armée de Fengtian - Se rebelle pendant la guerre contre le Fengtian, mais fut vaincu et tué au combat |
| Zhang Zongchang |        | 1925–1928 | Seigneur de la province du Shandong |
| Zhang Haipeng   |        |           | |
| Zhang Jinghui   |        |           | Premier ministre du Mandchoukouo |
| Tang Yulin      |        |           | |
| Wan Fulin       |        |           | |
| Wu Junsheng     |        |           | - Commandant les troupes de cavalerie du Fengtian |
| Yang Yuting     |        |           | - Exécuté par Zhang Xueliang pour sa participation au meurtre de Zhang Zuolin |

### Laclique du Shanxi
- Formé au lendemain de la Révolution chinoise de 1911, la clique de Shanxi s'est constituée autour de la province du Shanxi sans chercher à s'étendre
- Bien qu'allié à la clique de l'Anhui, Yan Xishan resta neutre jusqu'à l'Expédition du Nord
- La plupart de son territoire a été conquis par le Japon durant la Seconde Guerre Sino-Japonaise

| Noms       | Photos | Dates     | Notes |
| ---------- | ------ | --------- | --- |
| Yan Xishan |        | 1911-1949 | - Chef militaire du Shanxi - Rejoint le Kuomintang , mais plus tard, s'est rebellé contre Tchang Kaï-chek durant les Guerres des plaines centrales Battu par les Communistes en 1949, il s'est enfui à Taïwan |

### LeGuominjun
- Le Guominjun, ou Armée nationaliste, est une faction militaire chinoise formée lorsque Feng Yuxiang a trahi ses alliés du Zhili et réalise un coup d'état à Pékin où il chasse le jeune empereur Pu-yi et le président Cao Kun.
- Il lança la guerre Anti-Fengtian de 1925 mais fut écrasé. Perdant le contrôle du gouvernement de Beiyang, il se replia sur sa base de Mongolie-Intérieure
- Il participa aux côtés du Kuomintang à l'expédition du nord en 1928 pour vaincre la clique du Fengtian mais sera totalement anéanti lors de la guerre des plaines centrales de 1930

| Noms         | Photos | Dates     | Notes |
| ------------ | ------ | --------- | --- |
| Feng Yuxiang |        | 1924-1934 | - Chef de la faction, vaincu en 1930 lors de la Guerre des plaines centrales - Se retire ensuite mais aura un grand rôle de négociateur lors de l'incident de Liangguang |
| Sun Yue      |        | 1924-1928 | |
| Hu Jingyi    |        | 1924-1925 | - Gouverneur militaire du Henan |
| Song Zheyuan |        | 1927-1930 | |

### Leclan des Ma
- Tous les généraux du clan des Ma furent auparavant des membres du Kuomintang.
- Trois familles ayant le même patronyme se répartissent les provinces du Gansu, du Qinghai et du Ningxia.
- Ils participèrent à la guerre Zhili-Anhui de 1920, et en 1928 chassèrent les Tibétains d'une très grande partie de l'Amdo, contrôlant ainsi tout le Qinghai. Ils sortirent vainqueurs de la guerre Qinghai-Tibet de 1930 et des révoltes goloks.

| Noms         | Photos | Dates     | Notes                                                                                            |
| ------------ | ------ | --------- | ------------------------------------------------------------------------------------------------ |
| Ma Anliang   |        | 1912–1920 | Seigneur de guerre de la province du Gansu, a supplanté tous les autres généraux du clan des Ma. |
| Ma Qi        |        | 1915–1931 | Seigneur de guerre de la province du Qinghai, son influence débordait vers la province du Gansu  |
| Ma Lin       |        | 1931–1938 | Seigneur de guerre de la province de Qinghai                                                     |
| Ma Fuxiang   |        | 1912–1928 | Seigneur du Ningxia                                                                              |
| Ma Bufang    |        | 1938–1945 | Seigneur de guerre de la province du Qinghai                                                     |
| Ma Hongbin   |        | 1921–1928 | Seigneur de guerre de la province du Gansu                                                       |
| Ma Hongkui   |        | 1923–1949 | Général puis Seigneur de guerre de la province du Ningxia à partir de 1932                       |
| Ma Zhongying |        | 1929–1934 | Commandant de la 36° Division                                                                    |
| Ma Hushan    |        | 1934–1950 | Commandant de la 36° Division                                                                    |

### Laclique du Xinjiang
- Après un soutien à Yuan Shikai en faveur de la restauration impériale chinoise, elle parvient, malgré sa défaite lors de la Guerre de protection de la nation, à demeurer indépendante. Mais elle fit dès lors une politique isolationniste et de stricte neutralité jusqu'en 1928.
- Après la mort de Yang Zengxin en 1928, la clique de Jin Shuren est contestée et doit lutter contre la clique des Ma, les séparatistes de la Première République du Turkestan oriental, et la rébellion Kumul.
- Ce n'est qu'avec l'invasion soviétique du Xinjiang et la prise de pouvoir de Sheng Shicai en 1934 que le Xinjiang devient un protectorat de l'URSS de Staline jusqu'en 1944.

| Noms         | Photos | Dates     | Notes |
| ------------ | ------ | --------- | --- |
| Yang Zengxin |        | 1912-1928 | Seigneur de la guerre de la province du Xinjiang. Assassiné en 1928                                                |
| Ma Fuxing    |        | 1912-1924 | Titai de Kashgar, Commandant militaire du Xinjiang méridional                                                      |
| Ma Shaowu    |        | 1924-1937 | Tao-yin de Kashgar, Commandant militaire du Xinjiang méridional                                                    |
| Jin Shuren   |        | 1928-1934 | Seigneur de la guerre de la province du Xinjiang. Très contesté.                                                   |
| Sheng Shicai |        | 1934-1944 | Seigneur de la guerre de la province du Xinjiang qui imposa un régime stalinien avant de se rallier au Kuomintang. |

## Les factions méridionales
Les seigneurs de guerre méridionaux sont généralement d'anciens révolutionnaires qui ont pris le relais après la chute de la Dynastie Qing au cours de la Révolution Xinhai.

### Laclique du Yunnan
- Le gouvernement militaire du Yunnan a été créé le 30 octobre 1911, avec l'élection de Cai E. Il resta en place jusqu'en 1945.
- La clique joua un rôle prépondérante dans la guerre de protection de la Nation en 1916.
- Elle fut un allié et un soutien important pour Sun Yat-sen et le Kuomintang
- En 1925, elle se lança dans la guerre Yunnan-Guangxi pour contrôler le Kuomintang et finalement fut défaite en 1927.

| Noms       | Photos | Dates              | Notes                                          |
| ---------- | ------ | ------------------ | ---------------------------------------------- |
| Cai E      |        | 1911-1916          | Seigneur de la guerre de la province du Yunnan |
| Tang Jiyao |        | 1913-1927          | Gouverneur militaire du Yunnan                 |
| Hu Ruoyu   |        | 1927               | Gouverneur du Yunnan                           |
| Long Yun   |        | Entre 1927 et 1945 | Gouverneur du Yunnan                           |

### Laclique du Guizhou
La province du Guizhou a été dominée successivement par la clique du Guizhou de Liu Xianshi jusqu'en 1925 puis par la clique du Yunnan de 1925 à 1928. Le Kuomintang s'empara de la province et nomma Wang Jialie gouverneur. Ce n'est qu'en 1935 que ce dernier sera destitué par Tchang Kaï-chek.
| Noms        | Photos | Dates     | Notes                                           |
| ----------- | ------ | --------- | ----------------------------------------------- |
| Liu Xianshi |        | 1916-1925 | Seigneur de la guerre de la province du Guizhou |
| Wang Jialie |        | 1931-1935 | Seigneur de la guerre de la province du Guizhou |

### L'ancienne clique du Guangxi
La province du Guangxi a proclamé son indépendance le 6 novembre 1911. À l'origine, les révolutionnaires ont laissé le gouverneur local des Qing, Puis c'est Lu Rongting qui lui succéda et maintint l'indépendance de la faction. Elle perdit au cours des deux guerres du Guangdong et du Guangxi (1920-1921) son contrôle sur le Guangdong et le Hunan. Mais elle se maintint bien que très affaiblie jusqu'en 1925.
| Noms          | Photos | Dates     | Notes                             |
| ------------- | ------ | --------- | --------------------------------- |
| Lu Rongting   |        | 1912-1922 |                                   |
| Chen Binghun  |        | 1916-1921 |                                   |
| Shen Hongying |        | 1923-1925 | Gouverneur militaire du Guangdong |

### Lanouvelle clique du Guangxi
En 1924, la clique du Guangxi avait perdu énormément de son pouvoir et fut remplacée par une nouvelle faction portant le même nom.
| Noms           | Photos | Dates     | Notes                                                   |
| -------------- | ------ | --------- | ------------------------------------------------------- |
| Bai Chongxi    |        | 1923-1949 |                                                         |
| Huang Shaohong |        | 1923-1949 |                                                         |
| Li Zongren     |        | 1923-1949 | A eu un grand rôle au cours de l'Incident de Liangguang |

### Laclique du Guangdong
- Le Guangdong a déclaré son indépendance le 8 novembre 1911. Il était dominé par Chen Jiongming.

- La clique acquit son indépendance vis-à-vis du Guanxi au cours des deux guerres du Guangdong et du Guangxi.

- Sa puissance fut brisée par le Kuomintang à la suite des trois révoltes successives de Chen Jiongming contre le parti en 1926.

- Dans les années 1930, Chen Jitang l'a remplacé jusqu'à l'incident de Liangguang en 1936.

| Noms           | Photos | Dates     | Notes                                                   |
| -------------- | ------ | --------- | ------------------------------------------------------- |
| Chen Jiongming |        | 1911-1924 |                                                         |
| Chen Jitang    |        | 1929-1936 | A eu un grand rôle au cours de l'incident de Liangguang |

### LeKuomintang
| Noms            | Photos | Dates                 | Notes |
| --------------- | ------ | --------------------- | --- |
| Sun Yat-sen     |        | de 1912 jusqu'en 1925 | Fondateur de la République de Chine (1912-1949) et du Kuomintang |
| Tchang Kaï-chek |        | 1926-1975             | - Chef militaire du Kuomintang et plus tard, Président - est parvenu à unifier peu à peu toute la Chine littorale - A combattu avec acharnement Mao Zedong - A fui en 1949 à Taïwan où il a fondé la république |
| He Yingqin      |        | 1926-1950             | Principal général du Kuomintang |
| Hu Hanmin       |        | 1925-1936             | Leader de l'aile droite du parti du Kuomintang |
| Liao Zhongkai   |        | 1923-1925             | A négocié le Premier front uni chinois avec le Parti communiste chinois |
| Wang Jingwei    |        | 1925-1944             | Leader de l'aile gauche du parti du Kuomintang, plus tard il collabore avec l'occupant japonais en dirigeant le Gouvernement national réorganisé de la République de Chine                                      |
| Han Fuju        |        | 1930-1938             | Président autonome de la Province du Shandong, a été arrêté et fusillé après l'abandon de sa province lors de la guerre sino-japonaise (1937-1945).                                                             |

### Laclique du Sichuan
- Au cours de la période de 1927-1938, le Sichuan a été déchiré et partagé entre cinq seigneurs de la guerre. Aucun d'eux n'avait assez de puissance pour l'emporter sur les autres. De multiples escarmouches et petits affrontements se sont multipliés entre eux jusqu'à l'invasion japonaise de la Chine.
- En 1928, la clique remit en cause le traité de Rongbatsa et revendiqua toute la province du Xikiang. Cela déclencha en 1931 la guerre sino-tibétaine qui aboutit en 1933 à l'incorporation du Kham oriental dans le Sichuan, tandis que le Tibet conservait le Kham occidental.

| Noms         | Photos | Dates     | Notes |
| ------------ | ------ | --------- | ----- |
| Liu Wenhui   |        |           |       |
| Liu Xiang    |        | 1921-1938 |       |
| Yang Sen     |        |           |       |
| Tian Songyao |        |           |       |
| Deng Xihou   |        |           |       |

### Laclique des Communications
La clique des Communications (交通系, Jiaotongxi) est un puissant groupe d'intérêt réunissant des politiciens, des bureaucrates, des technocrates, des hommes d'affaires, des ingénieurs, et des syndicalistes, au sein du gouvernement de Beiyang (1912-1928) en Chine. Elle est également nommée Clique cantonaise car nombre de ses dirigeants sont originaires du Guangdong. Son nom provient de celui du ministère des Postes et des Communications qui est responsable des voies ferrées, du courrier, du transport maritime, des lignes téléphoniques, ainsi que de la banque des Communications. Ce ministère gagne cinq fois plus de revenus pour le gouvernement que tous les autres ministères réunis.
La clique est fondée par Tang Shaoyi mais est dirigée par Liang Shiyi durant la majeure partie de son existence. Elle participe à l'ascension au pouvoir de Yuan Shikai à la fin de la dynastie Qing et au début de la période républicaine. Du fait d'avoir été le principal soutien de Yuan lors de sa tentative de restaurer la monarchie en 1917, ses dirigeants sont forcés de quitter le pays quand le président Li Yuanhong ordonnent leurs arrestations.
| Noms        | Photos | Dates | Notes                                                       |
| ----------- | ------ | ----- | ----------------------------------------------------------- |
| Tang Shaoyi |        |       | Beau-père de Wellington Koo.                                |
| Liang Shiyi |        |       | Premier ministre du gouvernement de Beiyang de 1921 à 1922. |

### Laclique du Club central
La clique du Club central est une faction politique au sein du Kuomintang dirigée par les frères Chen Guofu et Chen Lifu, neveux de Chen Qimei. Considérée comme l'aile d'extrême-droite du parti, elle représente les traditionalistes, les anti-communistes, les anti-japonais et les intérêts terriens. Elle a une très grande influence sur le parti.
| Noms         | Photos | Dates | Notes                                       |
| ------------ | ------ | ----- | ------------------------------------------- |
| Chen Lifu    |        |       |                                             |
| Chen Guofu   |        |       |                                             |
| Song Meiling |        |       | Épouse de Tchang Kaï-chek.                  |
| Kong Xiangxi |        |       | Banquier et homme d’affaires très influent. |

## Cartes de la Chine

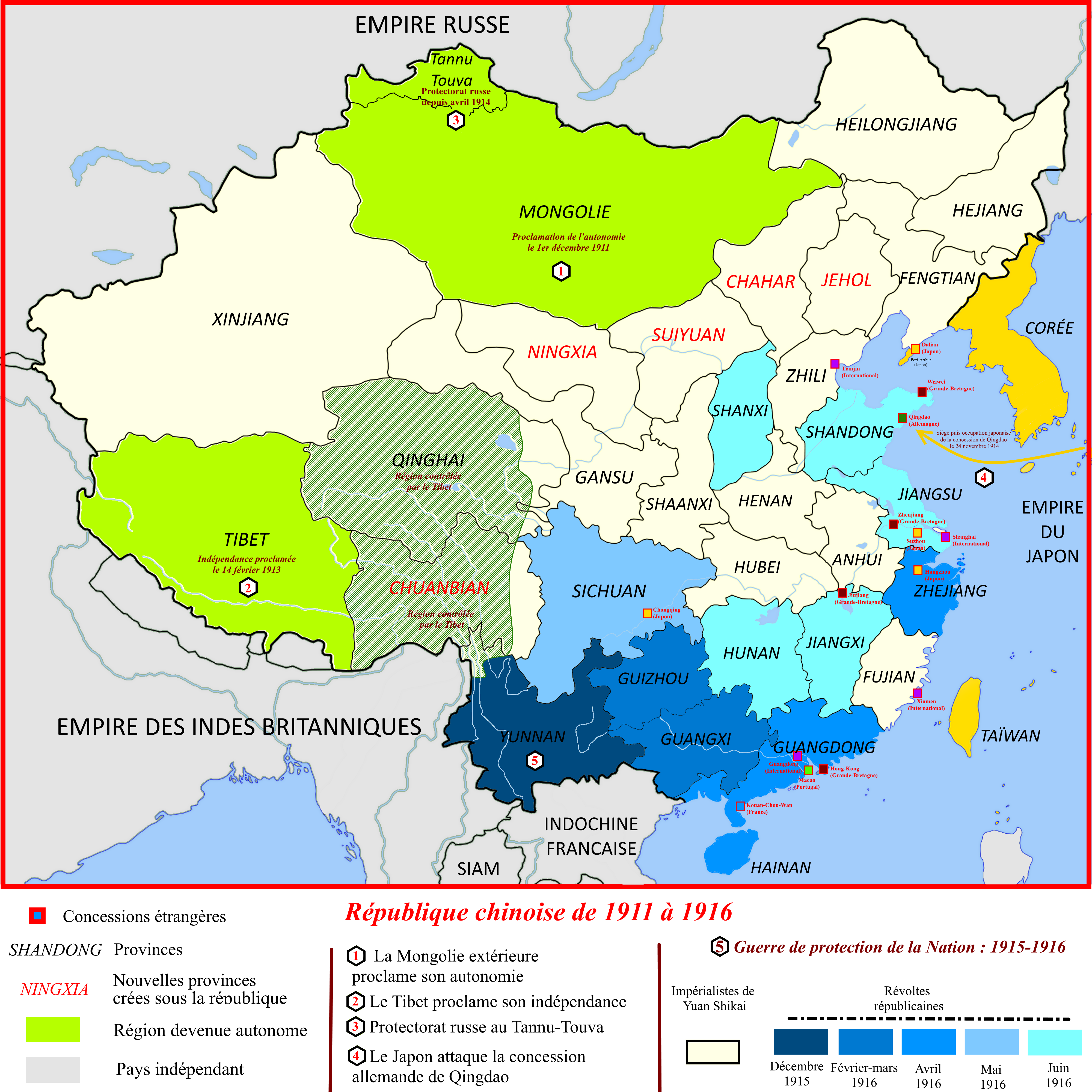
De 1911 à 1916.
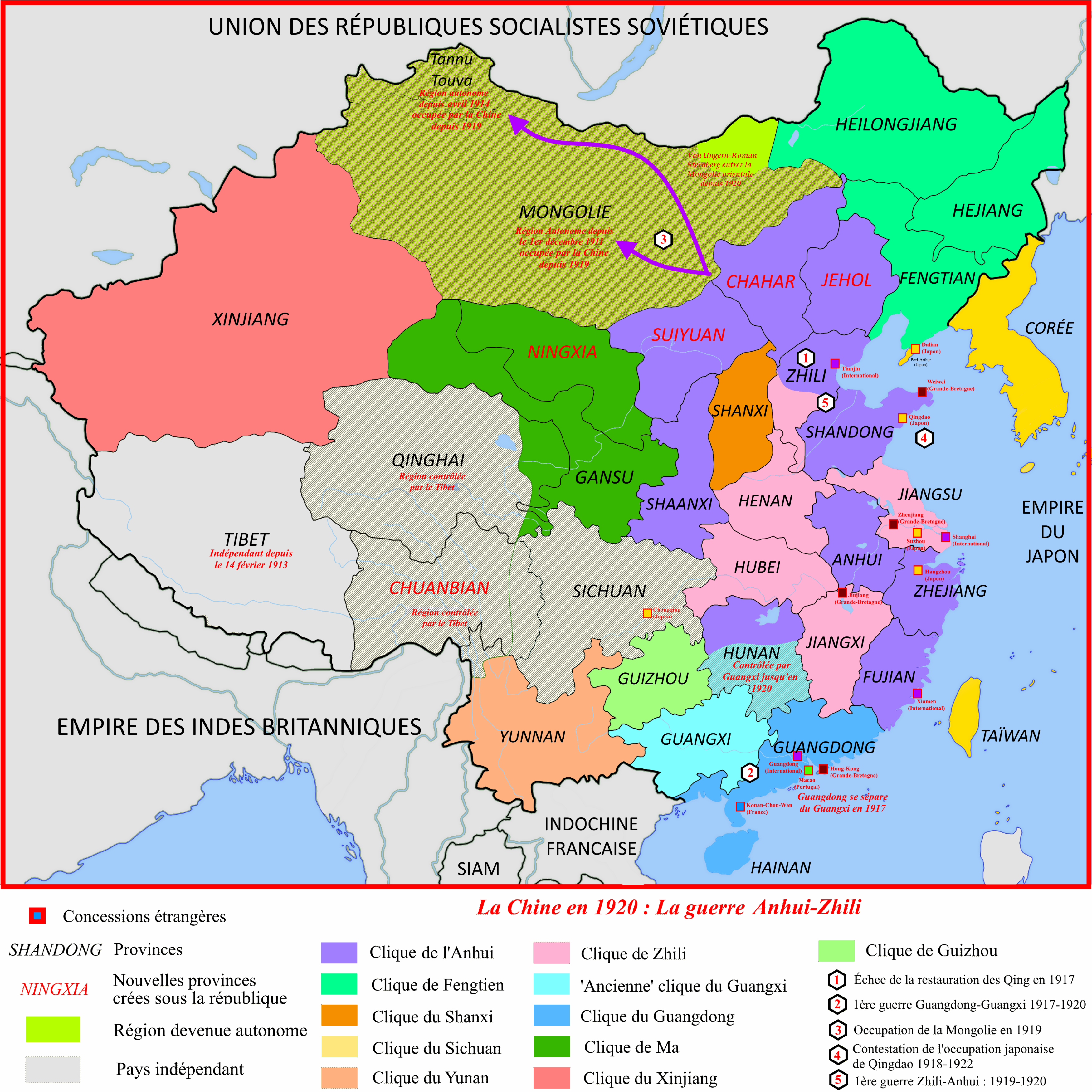
De 1916 à 1920.
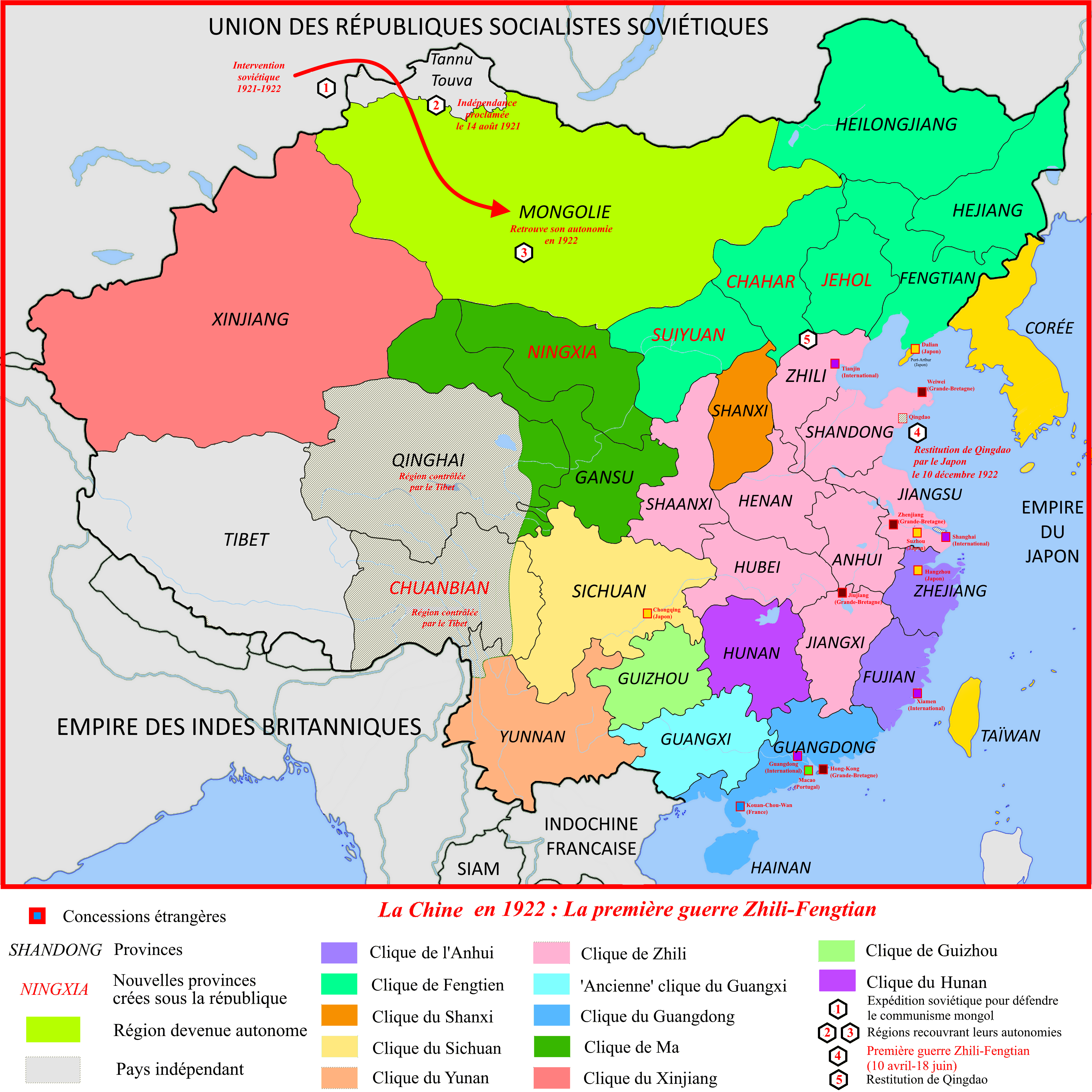
De 1921 à 1922.
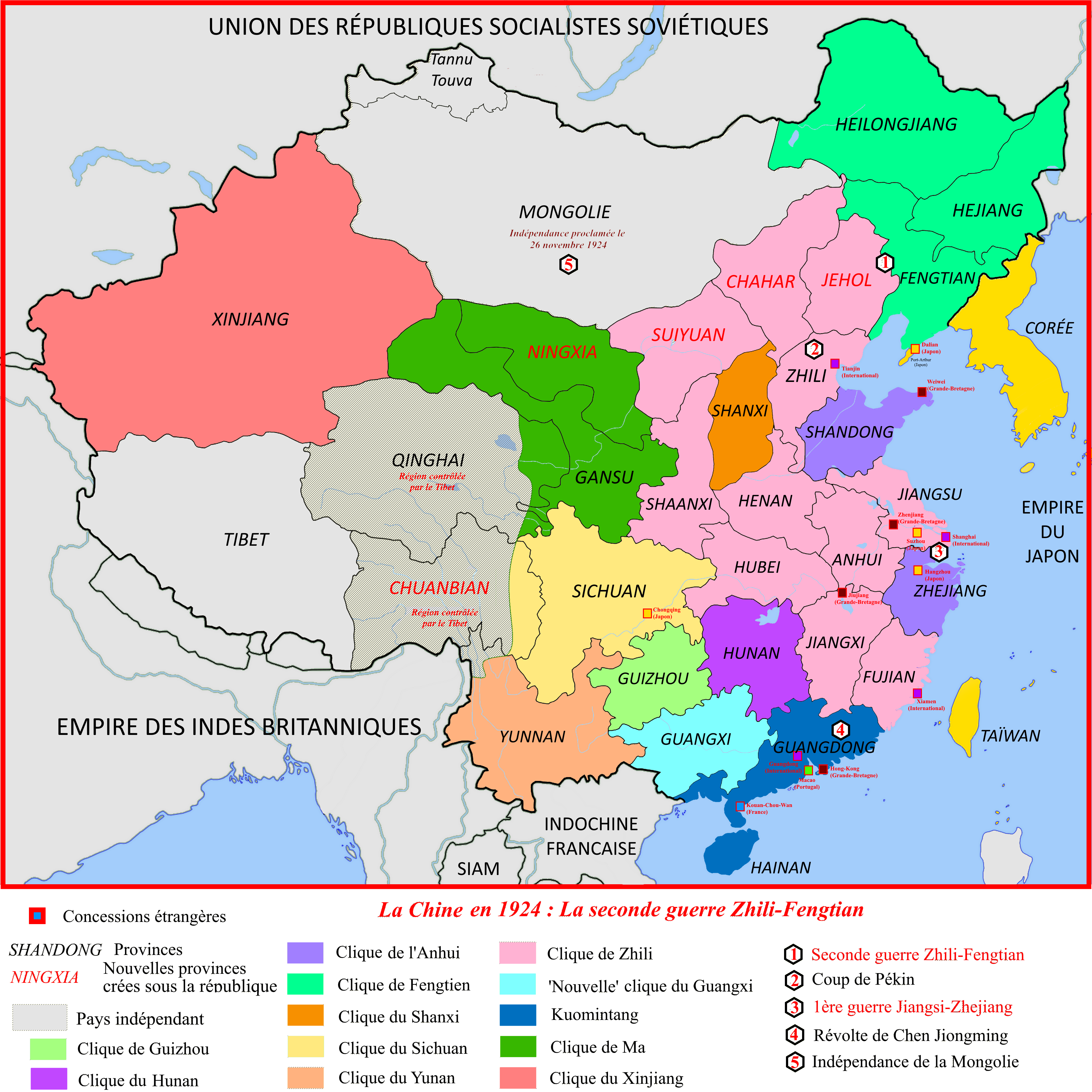
De 1923 à 1924.
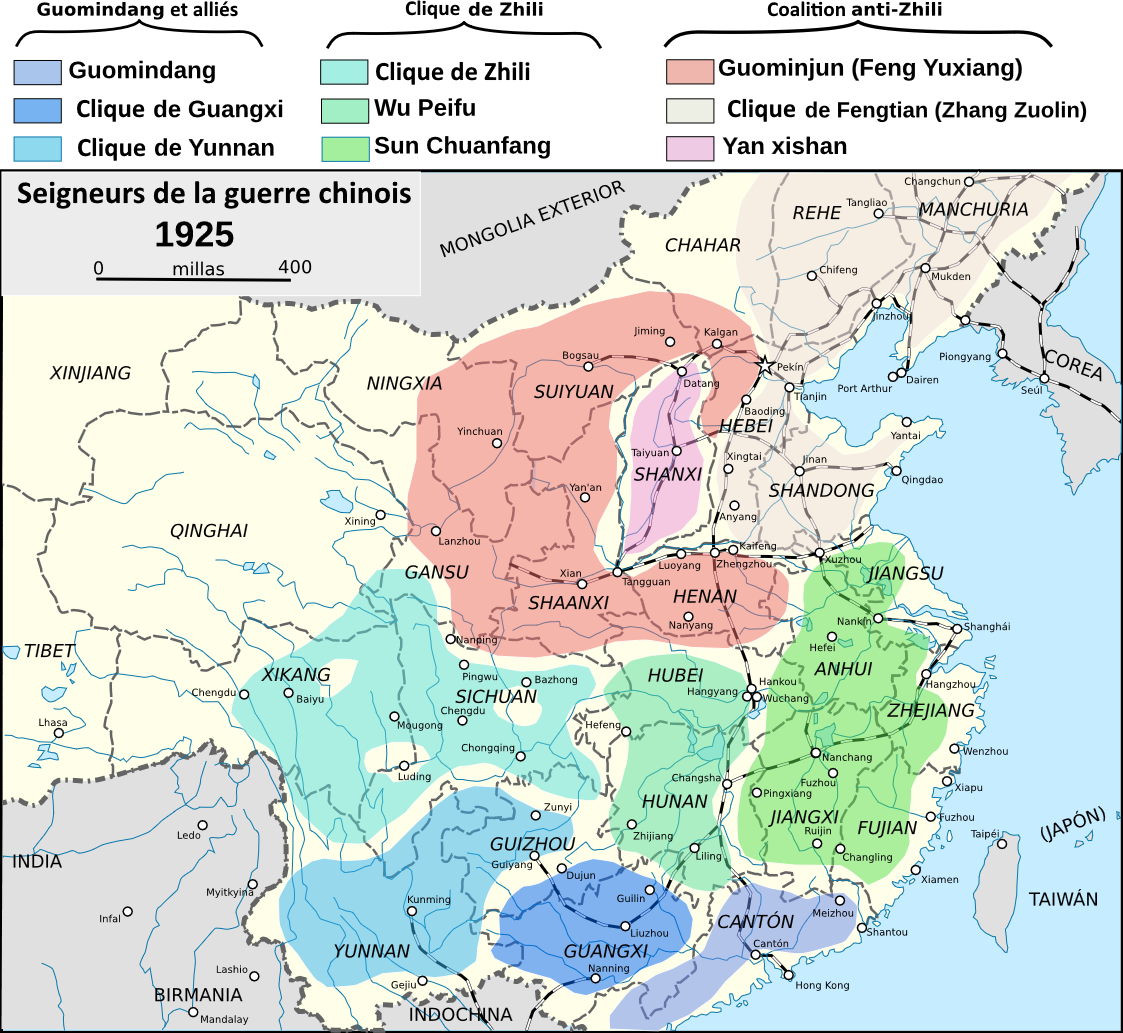
En 1925.
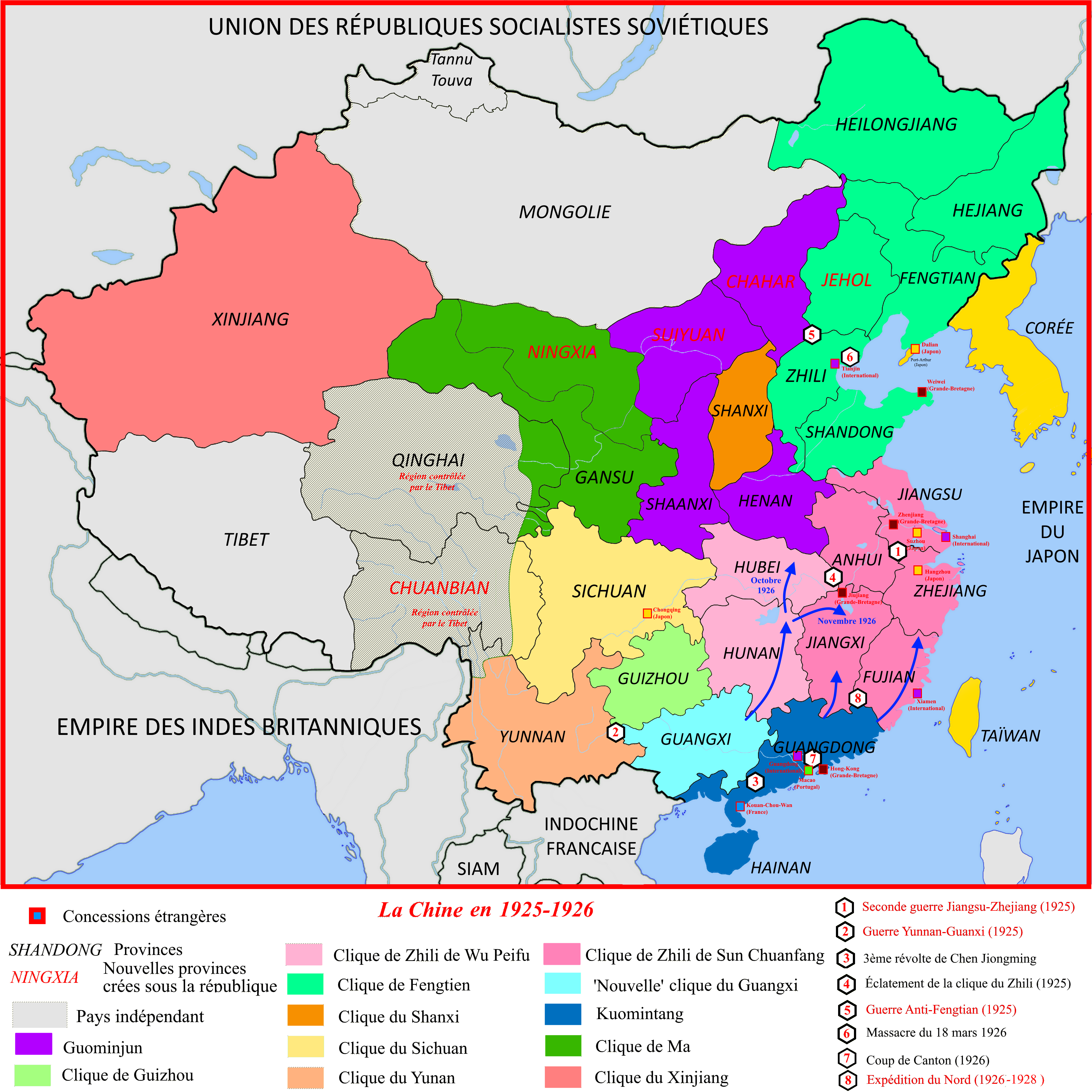
De 1925 à 1926.
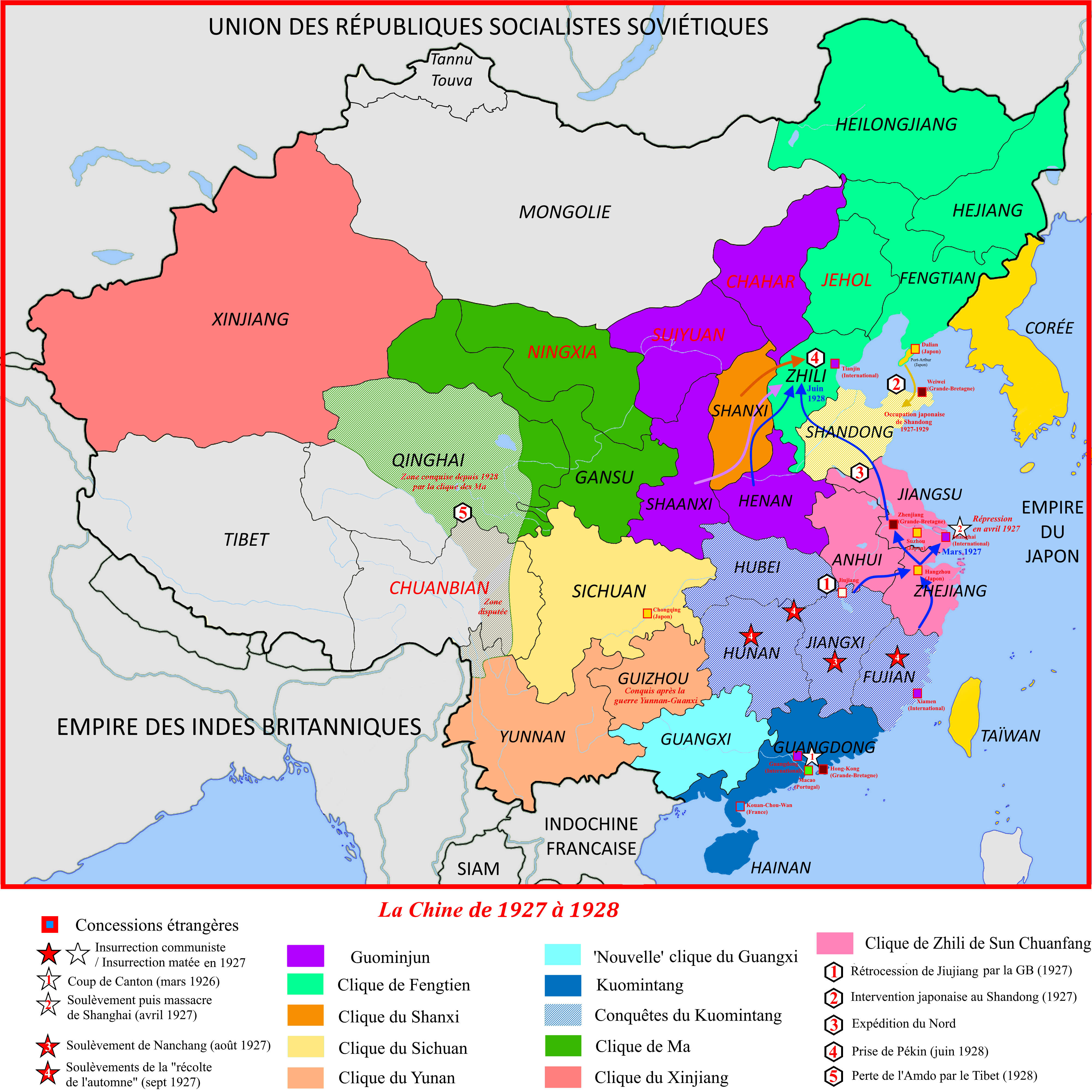
De 1927 à 1928.
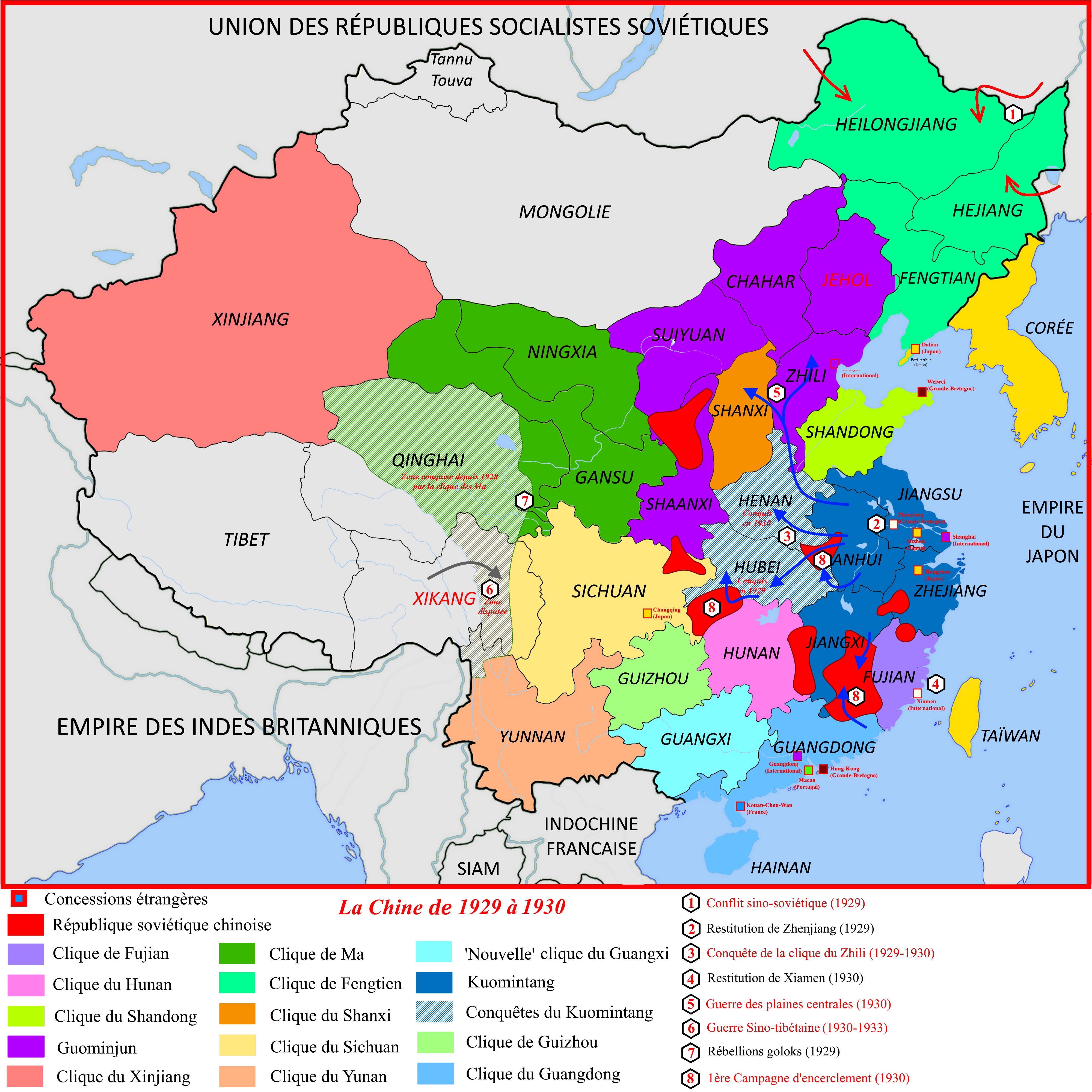
De 1929 à 1930.